# Cando (Dakota del Nord)
Cando è un centro abitato (city) degli Stati Uniti d'America, capoluogo della Contea di Towner, nello Stato del Dakota del Nord. Nel censimento del 2000 la popolazione era di 1 342 abitanti. La città è stata fondata nel 1884.

## Geografia fisica
Secondo i rilevamenti dell'United States Census Bureau, la località di Cando si estende su una superficie di 1,6 km², tutti occupati da terre.

## Popolazione
Secondo il censimento del 2000, a Cando vivevano 1 342 persone, ed erano presenti 345 gruppi familiari. La densità di popolazione era di 841 ab./km². Nel territorio comunale si trovavano 707 unità edificate. Per quanto riguarda la composizione etnica degli abitanti, il 97,24% era bianco, lo 0,07% era afroamericano, il 2,16% era nativo, lo 0,15% proveniva dall'Asia e lo 0,37% apparteneva a due o più razze. La popolazione di ogni razza ispanica corrispondeva allo 0,15% degli abitanti.
Per quanto riguarda la suddivisione della popolazione in fasce d'età, il 23,7% era al di sotto dei 18, il 2,5% fra i 18 e i 24, il 23,8% fra i 25 e i 44, il 23,3% fra i 45 e i 64, mentre infine il 26,8% era al di sopra dei 65 anni di età. L'età media della popolazione era di 45 anni. Per ogni 100 donne residenti vivevano 88,5 maschi.